# Медаль Альберта
Медаль Альберта (англ. Albert Medal for Lifesaving) — британская награда, вручавшаяся за спасение жизни. Упразднена, с 1971 года вместо неё вручается Георгиевский крест. Названа в честь Принца Альберта. Изначально вручалась за спасение жизни в море. Указом от 1867 года введено две степени медали: золотая и бронзовая 1 степени и бронзовая 2 степени. С 1877 года медаль также вручается за спасение на земле. Золотая медаль Альберта была заменена Георгиевским крестом, а бронзовая медаль Альберта вручалась исключительно посмертно. В 1971 году была окончательно упразднена, оставшиеся в живых награждённые были приглашены для обмена медали на Георгиевский крест и почти все воспользовались приглашением.

## Врученные медали
- Золотая медаль (море) — 25
- Бронзовая медаль (море) — 216
- Золотая медаль (земля) — 45
- Бронзовая медаль (земля) — 282